# Centrerat nonagontal
Centrerat nonagontal är ett centrerat polygontal som representerar en nonagontal med en punkt i mitten, och som byggs vidare av punkter kring den. Det centrerade nonagontalet för n ges av formeln:
{\displaystyle Nc(n)={\frac {(3n-2)(3n-1)}{2}}}
Multiplicera (n - 1):te triangeltalet med 9 och addera sedan produkten med 1. Summa blir då det n:te centrerade nonagontalet, men centrerade nonagontal har ännu enklare förhållande till triangeltal: vart tredje triangeltal (1:a, 4:e, 7:e etcetera) är också ett centrerat nonagontal.
De första centrerade nonagontalen är:
1, 10, 28, 55, 91, 136, 190, 253, 325, 406, 496, 595, 703, 820, 946, …
Notera följande perfekta tal:
- Det tredje centrerade nonagontalet är 7 x 8/2 = 28
- Det 11:e centrerade nonagontalet är 31 x 32/2 = 496
- Det 43:e centrerade nonagontalet är 127 x 128/2 = 8128
- Det 2731:a centrerade nonagontalet är 8191 x 8192/2 = 33550336

Med undantag av 6 är alla perfekta tal även centrerade nonagontal, med formeln:
{\displaystyle Nc\left({\frac {2^{p}+1}{3}}\right)=2^{p-1}(2^{p}-1),}
där 2p-1 är ett Mersenneprimtal.
År 1850 hade Pollock teorin om att varje naturligt tal är summan av högst 11 centrerade nonagontal. Teorin har varken bevisats eller motbevisats.